# Liga Alemana para el Pueblo y la Patria
La Liga Alemana para el Pueblo y la Patria (en alemán: Deutsche Liga für Volk und Heimat o DLVH) es una organización política en Alemania, de carácter ultraderechista, fundada en 1991. Hasta 1996 ostentó la condición de partido.

## Historia
La DVLH tuvo sus orígenes en la lucha por el poder dentro del partido Die Republikaner entre el líder moderado Franz Schönhuber y el vicepresidente de la formación, Harald Neubauer (más cercano a la extrema derecha), lo que culminó con Schönhuber viéndose obligado a renunciar temporalmente en 1990.  Sin embargo, pronto regresó de nuevo al liderazgo del partido. Neubauer renunció al partido, siendo reemplazado como vicepresidente del mismo por Rolf Schlierer.
Neubauer y algunos de sus seguidores se reagruparon en enero de 1991 en el movimiento Deutsche Allianz-Vereinigte Rechte, antes de adoptar el nombre de DVLH más tarde ese mismo año. El nuevo partido tenía el objetivo declarado de unir a las muchas facciones de la extrema derecha alemana bajo un solo partido y en un principio tuvo cierto éxito, atrayendo a tres eurodiputados electos por Die Republikaner (Johanna Grund, Peter Köhler y Hans-Günther Schodruch). El partido, sin embargo, obtuvo resultados pobres en las primeras elecciones a las que se presentó.
La DVLH obtuvo su primera representación parlamentaria a fines de 1991 cuando Hans Altermann de la Unión del Pueblo Alemán (DVU), diputado del Bürgerschaft de Bremen, se unió a la formación. En 1993 cuatro diputados de la DVU en el Parlamento Regional Schleswigense-Holsteiniano también se unieron al partido. En 1995 estos diputados regresaron a la DVU, dejando a la DVLH sin representación y provocando que entrara en declive. En las elecciones estatales de Schleswig-Holstein de 1996 el partido obtuvo sólo el 0,2% de los votos, subrayando su declive en este estado. 
La DLVH perdió su condición de partido en 1996, continuando como organización política. Posteriormente pudo cosechar algunos éxitos a nivel local. En la actualidad aún se encuentra en activo.